# Monument voor Roma en Sinti (Drachten)

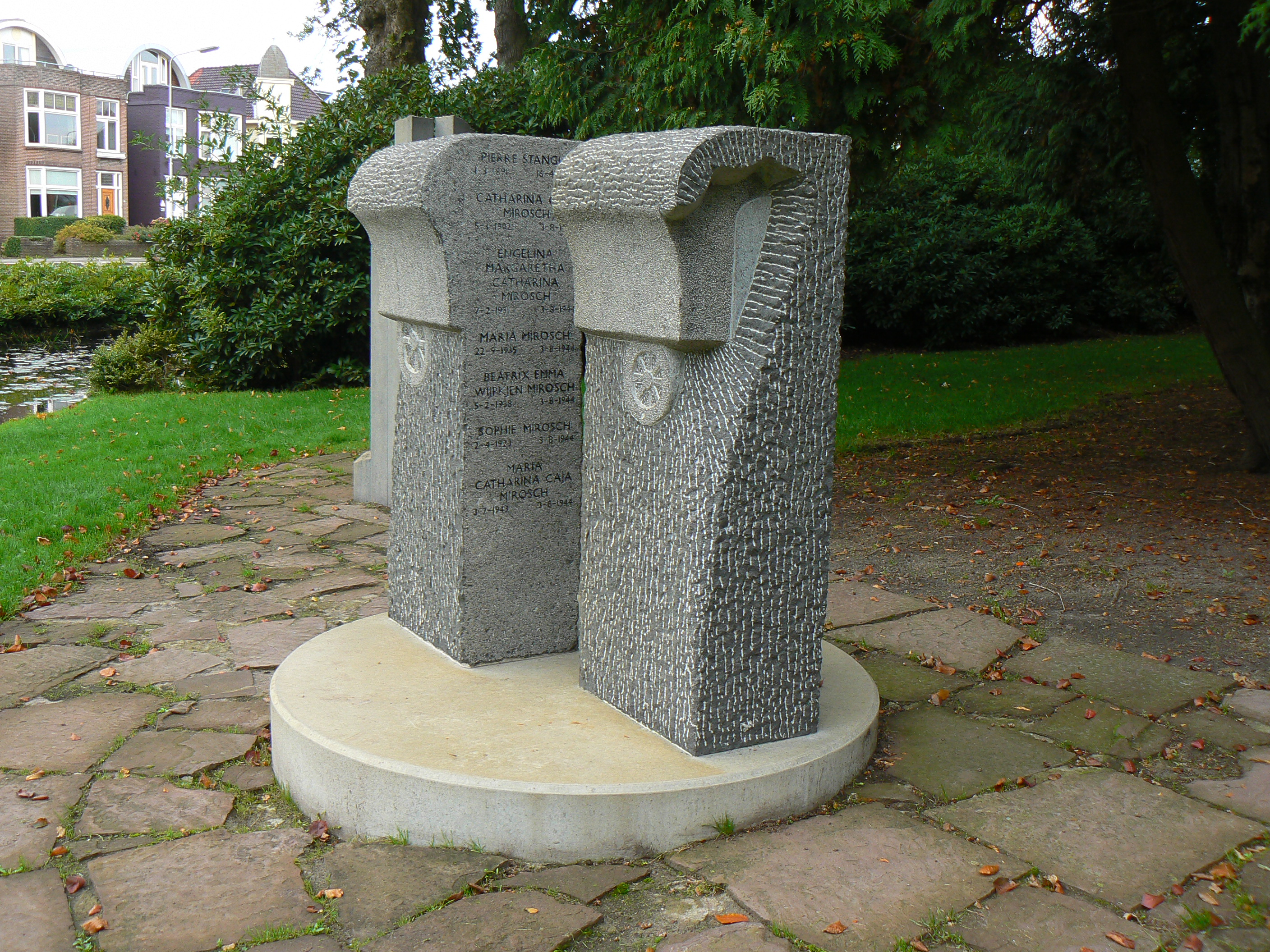
Romamonument Drachten

Het Romamonument in Drachten (gemeente Smallingerland) is een hardstenen beeld van een woonwagen, met in het midden een breuk. In deze breuk zijn de namen van zeven slachtoffers aangebracht. Het beeld staat op een ronde, stenen sokkel. Het monument is 1 meter 75 hoog.

## Omschrijving
Van een afstand lijkt het beeld twee woonwagens in een stoet uit te beelden. Van dichtbij is het slechts één woonwagen waar een breuk in zit. Dit symboliseert de breuk die geslagen is in het leven van de Roma. De ronde sokkel verbeeldt de wereldbol, die symbool staat voor reizende volkeren over de wereld.
Het monument van beeldhouwster Roelie Woudwijk stond in het Van Haersmapark aan de Stationsweg in Drachten maar is in 2025 verplaatst naar het Kiryat Onoplein. Het is op 18 januari 2007 onthuld, ter nagedachtenis aan de zeven leden van de Romafamilie Mirosch, die in 1944 werden gedeporteerd en in concentratiekamp Auschwitz werden vermoord. Het monument staat tevens symbool voor alle Sinti en Roma die in de Tweede Wereldoorlog door de bezetter zijn gedeporteerd en vermoord.

## Fotogalerij

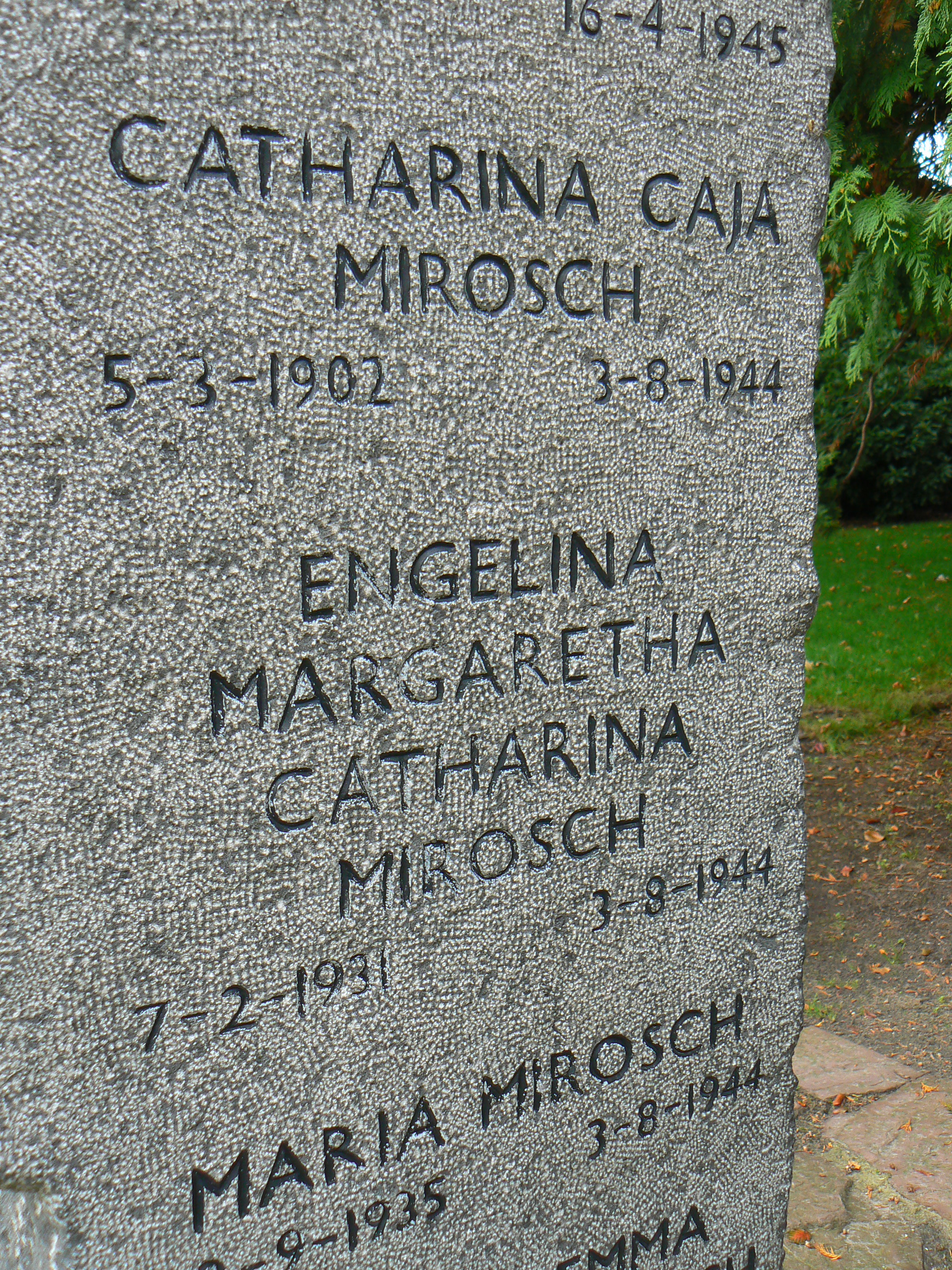
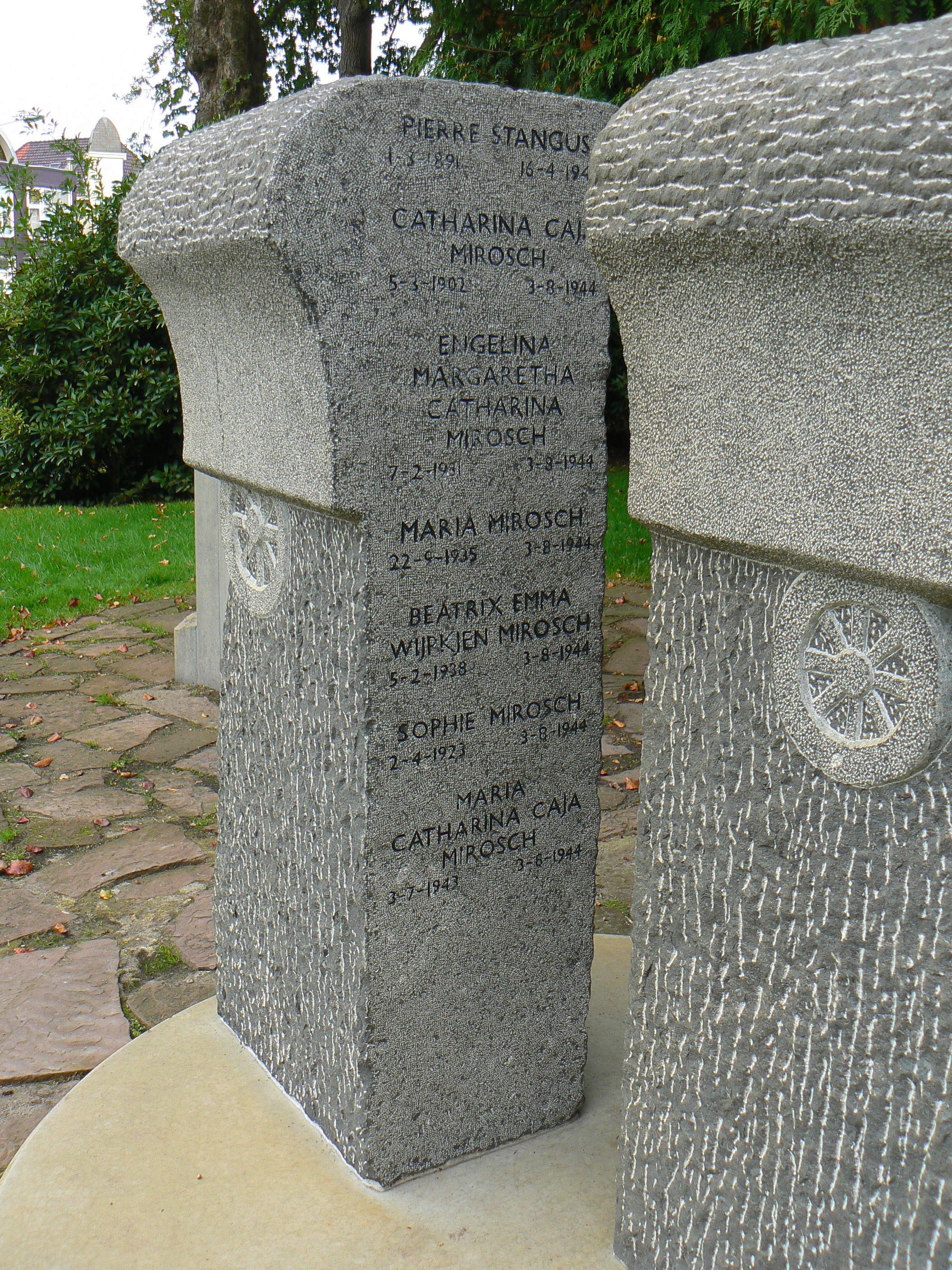
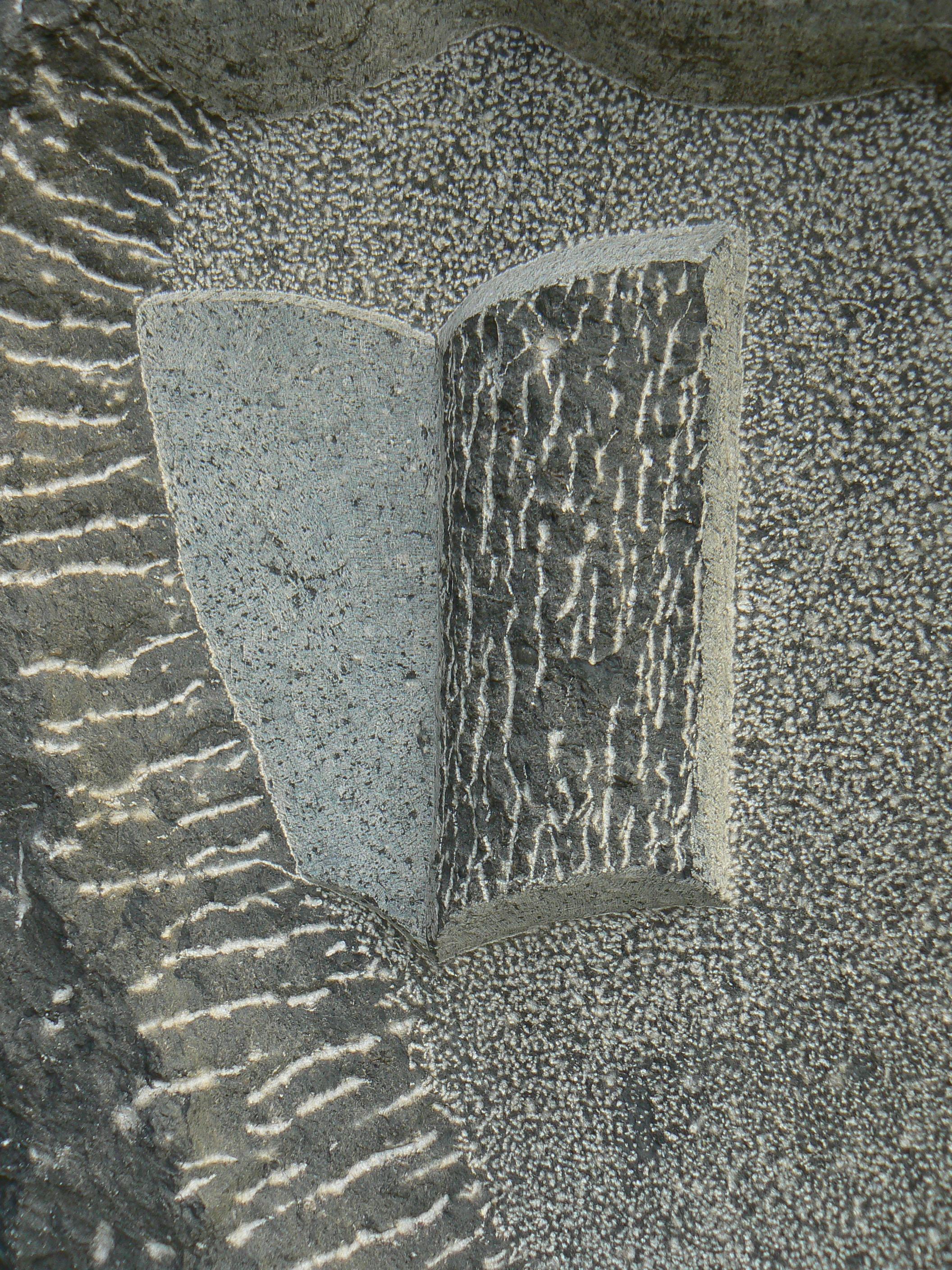
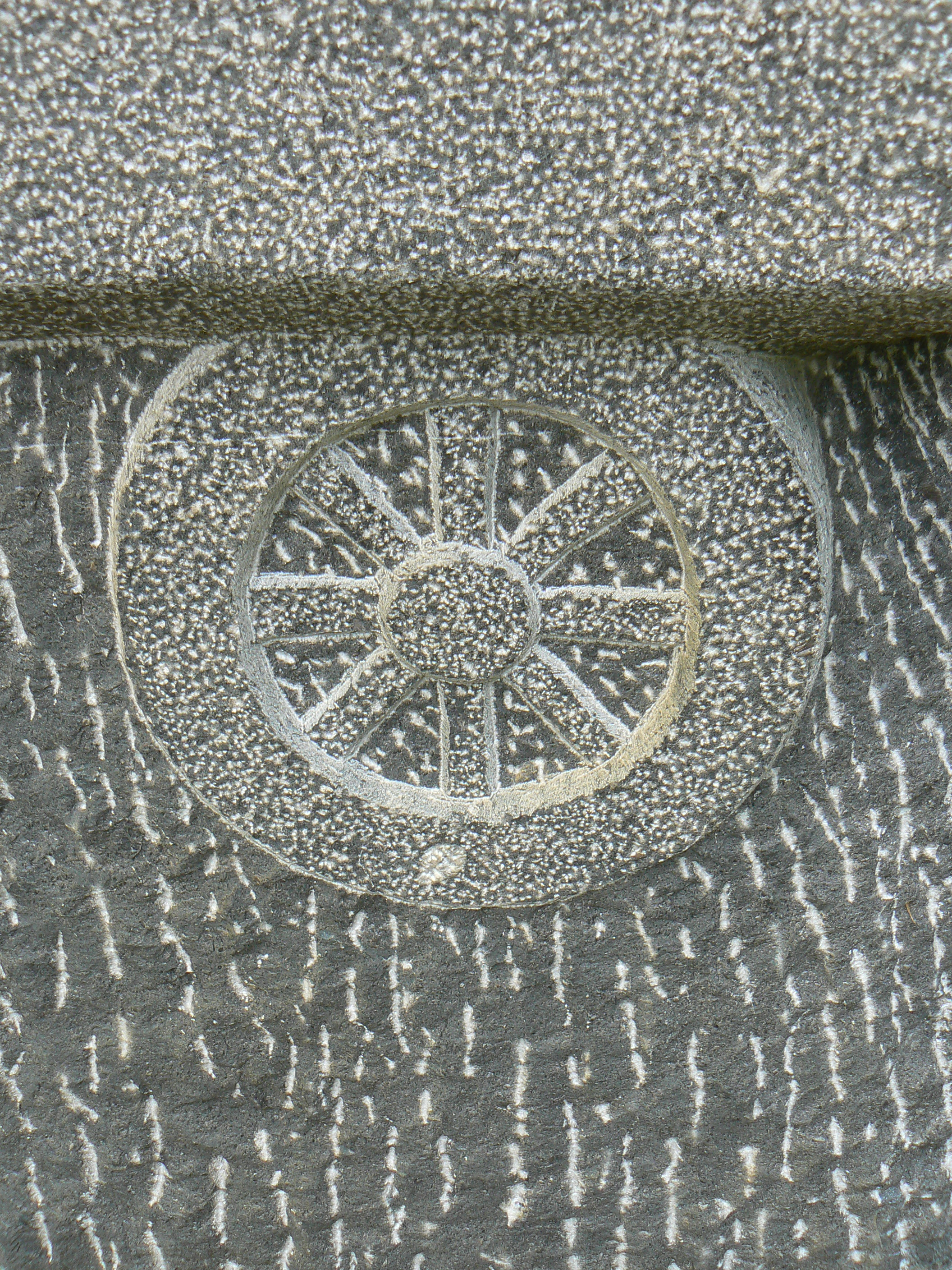